# 管作霖
管作霖（1843年6月1日—？年）（道光癸卯年五月初四日-），名取敏，字汝穎，一字慰農、惠農，號潤埜，浙江省台州府黃巖縣南鄉新橋莊人，同治四年（1865年）乙丑補行辛酉正科壬戌恩科第192名舉人，歷任兵部職方司郎中。光緒十三年三月選（1887年）任四川省順慶府鄰水縣知縣。

## 著作
- 《鄰水縣玉屏精舍藏書目》：管作霖於光緒年間在四川鄰水縣創建玉屏精舍，為當地培養人才[9]。南京大學圖書館藏光緒二十三年(1897)玉屏精舍刊本。
- 刊行黃鐎《深詣齋文鈔》五卷[10][11]
- 刊行夏子俊《醫理信述》補遺一卷[12]
- 〈筹办台州海防末议〉[13]
- 《塤吟草》
- 弢夫北上病不能送續得其杭州寄書病中念舊百感交縈白香山有有代書詩百韵寄元九慨然效之[14]
- 《叶塤吟室詩文集》《龍浦魚謳詞草》《返自然齋日記》[15]